# Les Sables-d'Olonne (ancienne commune)
Pour la commune nouvelle, voir Les Sables-d'Olonne.
Les Sables-d’Olonne sont une ancienne commune de l'Ouest de la France située dans le département de la Vendée et la région des Pays de la Loire. Elle se situe au cœur de l'arc atlantique, à mi-distance de Nantes et de La Rochelle (environ 100 kilomètres).
Ancienne paroisse du Bas-Poitou, elle devient au cours des XIXe et XXe siècles la principale ville de la Côte de Lumière. Importante station balnéaire, port de pêche, de commerce et de plaisance, la ville possède deux casinos et accueille le Vendée Globe tous les quatre ans.
La commune compte 13 940 habitants au sein d’une agglomération comprenant 43 080 habitants, d’une aire urbaine comptant 49 914 habitants et d’une zone d’emploi de 68 323 habitants selon le découpage de l’Insee en 2010.
Le 1er janvier 2019, elle fusionne avec Château-d’Olonne et Olonne-sur-Mer et devient une commune déléguée de la commune nouvelle des Sables-d’Olonne. La commune déléguée est supprimée par décision du conseil municipal du 4 février 2019.

## Géographie
Le territoire municipal des Sables-d’Olonne s’étend sur 870 hectares. L’altitude moyenne de la commune est de 10 mètres, avec des niveaux fluctuant entre 0 et 26 mètres,.

### Communes limitrophes
La commune déléguée des Sables-d'Olonne est bordée à l'est par la commune de Château-d’Olonne et au nord par la commune d'Olonne-sur-Mer. Avec la commune de L'Île-d'Olonne, elles forment le pays des Olonnes.
La commune déléguée des Sables-d'Olonne appartient aux Sables-d'Olonne-Agglomération en tant que partie de la commune nouvelle des Sables-d’Olonne.

### Climat
Le tableau ci-dessous indique les moyennes relevées de 1971 à 2020 à la station La Roche-sur-Yon, située à 35 km dans les terres. Le climat des Sables-d'Olonne est plus doux l'hiver, moins pluvieux et plus ensoleillé que celui de La Roche-sur-Yon, avec notamment plus de 2 100 heures d'ensoleillement par an.
Le tableau ci-dessous indique les moyennes relevées à la station « La Roche-sur-Yon - Les Ajoncs » depuis 1971.
| Mois                                  | jan.       | fév.       | mars       | avril     | mai       | juin      | jui.      | août      | sep.      | oct.      | nov.      | déc.      | année |
| ------------------------------------- | ---------- | ---------- | ---------- | --------- | --------- | --------- | --------- | --------- | --------- | --------- | --------- | --------- | ----- |
| Température minimale moyenne (°C)     | 2,4        | 2,5        | 3,5        | 5,1       | 8,8       | 11,3      | 13,5      | 13,1      | 11,1      | 8,5       | 4,8       | 3,2       | 7,4   |
| Température maximale moyenne (°C)     | 8,1        | 9,8        | 12,1       | 14,3      | 18,6      | 22        | 24,7      | 24,8      | 22        | 17,2      | 11,8      | 9,1       | 16,2  |
| Record de froid (°C) date du record   | −14,9 1985 | −15,4 1986 | −10,3 2005 | −4,1 1996 | −0,3 1995 | 2,8 2006  | 7,2 1996  | 5,1 1986  | 3 2002    | −4,5 1997 | −7,1 1988 | −9,5 1996 |       |
| Record de chaleur (°C) date du record | 15,6 2007  | 20,6 1998  | 24,1 2005  | 28,1 2005 | 30,7 2001 | 38,8 2019 | 36,6 2006 | 38,7 2003 | 33,7 2005 | 28,4 1997 | 19,7 1988 | 18,7 2000 |       |
| Ensoleillement (h)                    | 73         | 99         | 147        | 154       | 196       | 210       | 229       | 231       | 171       | 116       | 75        | 54        | 1 756 |
| Précipitations (mm)                   | 94,4       | 77,4       | 54,1       | 76,4      | 51,1      | 49        | 45,3      | 40        | 85,2      | 102,2     | 110,5     | 98,7      | 884,3 |
| Nombre de jours avec précipitations   | 12         | 11         | 10         | 10        | 11        | 8         | 7         | 6         | 9         | 12        | 12        | 14        | 122   |

### Voies de communication et transports

#### Voies routières
En provenance de Paris par l'A11, via Le Mans, Angers, et par l'A87 via Cholet, La Roche-sur-Yon jusqu'aux Sables ;
En provenance de Bordeaux par l'A10, via Saintes par l'A837, La Rochelle par la D 105 et la D 949 ;
En provenance de Saint-Nazaire via Pornic, Beauvoir-sur-Mer, Saint-Jean-de-Monts, Saint-Gilles-Croix-de-Vie, Brem-sur-Mer, la Girvière ;
En provenance de Challans via L'Aiguillon-sur-Vie, Vairé et Olonne-sur-Mer.

#### Transports ferroviaires
La commune est desservie par la gare des Sables-d'Olonne qui accueille  des trains TER Pays de la Loire quotidiens à destination ou en provenance de Nantes ou La Roche-sur-Yon et des TGV quotidiens à destination ou en provenance de Paris-Montparnasse, via Nantes et La Roche-sur-Yon. Les premiers TGV à arriver aux Sables-d'Olonne étaient tractés par des motrices Diesel le temps que la ligne reliant Nantes aux Sables-d’Olonne via La Roche-sur-Yon soit électrifiée. Les TGV tractés ont ensuite été remplacés par des TER de 2004 à 2008, année où le TGV a été réintroduit grâce à l'électrification de la ligne.

#### Transports aériens
Par avion privé à l'aérodrome des Sables-d'Olonne-Talmont ou par aviation de ligne, aéroports de Nantes-Atlantique et de La Rochelle-Île-de-Ré.

#### Port

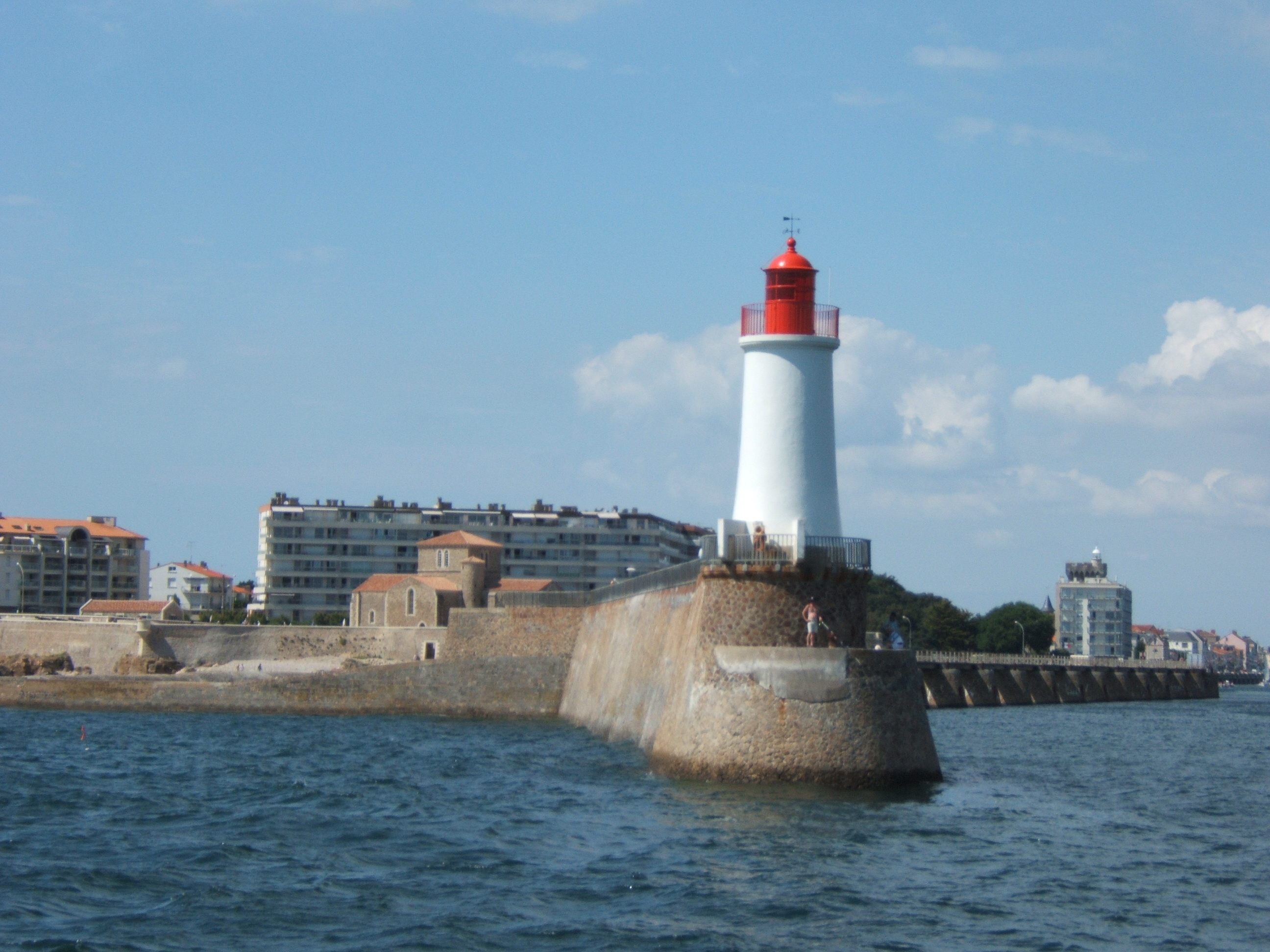
Le phare des Sables-d'Olonne, sur la digue ouest à l'entrée du port (la Chaume), avec le prieuré Saint-Nicolas en arrière-plan.

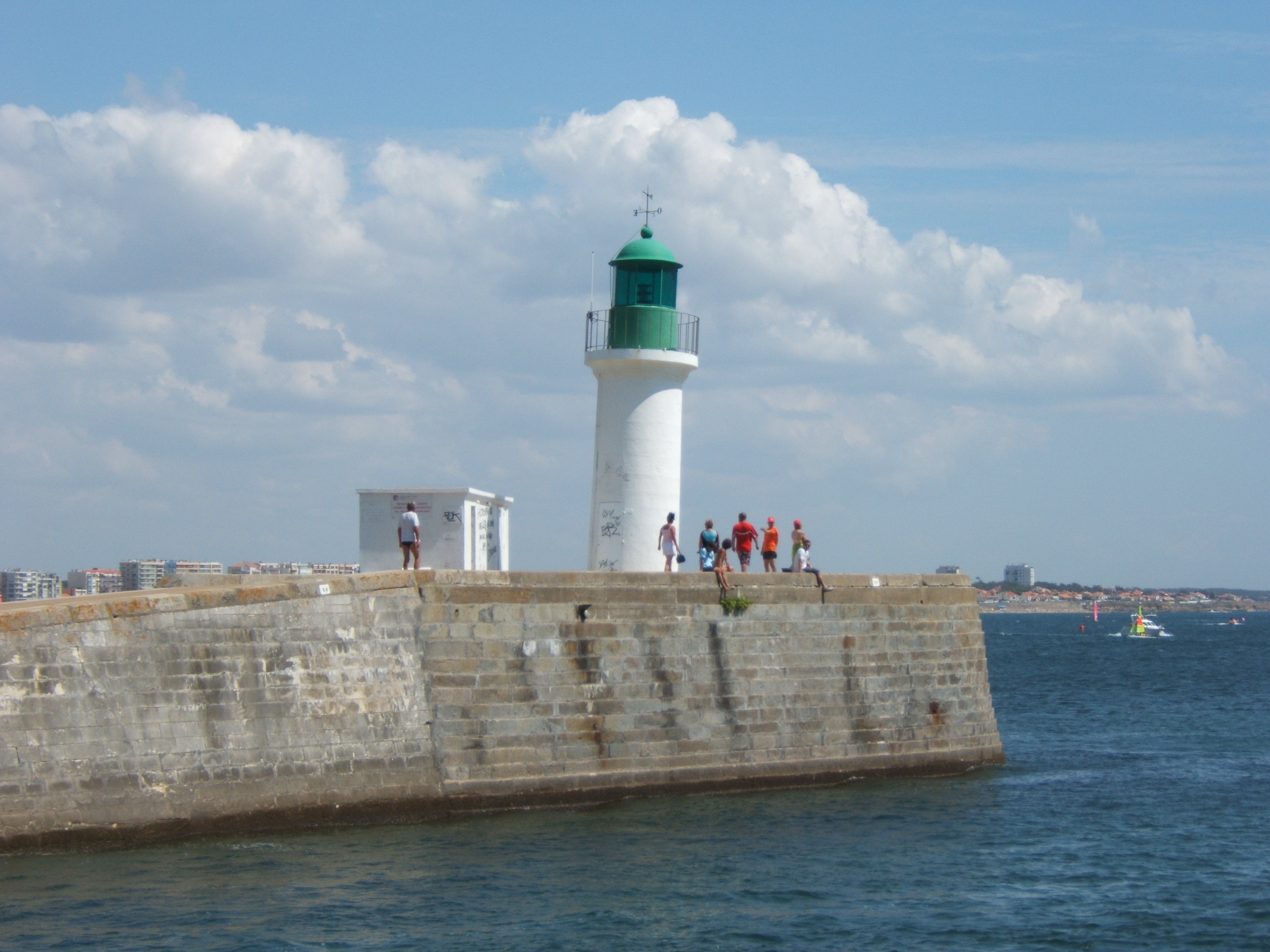
Le phare vert sur la digue est à l'entrée du port.

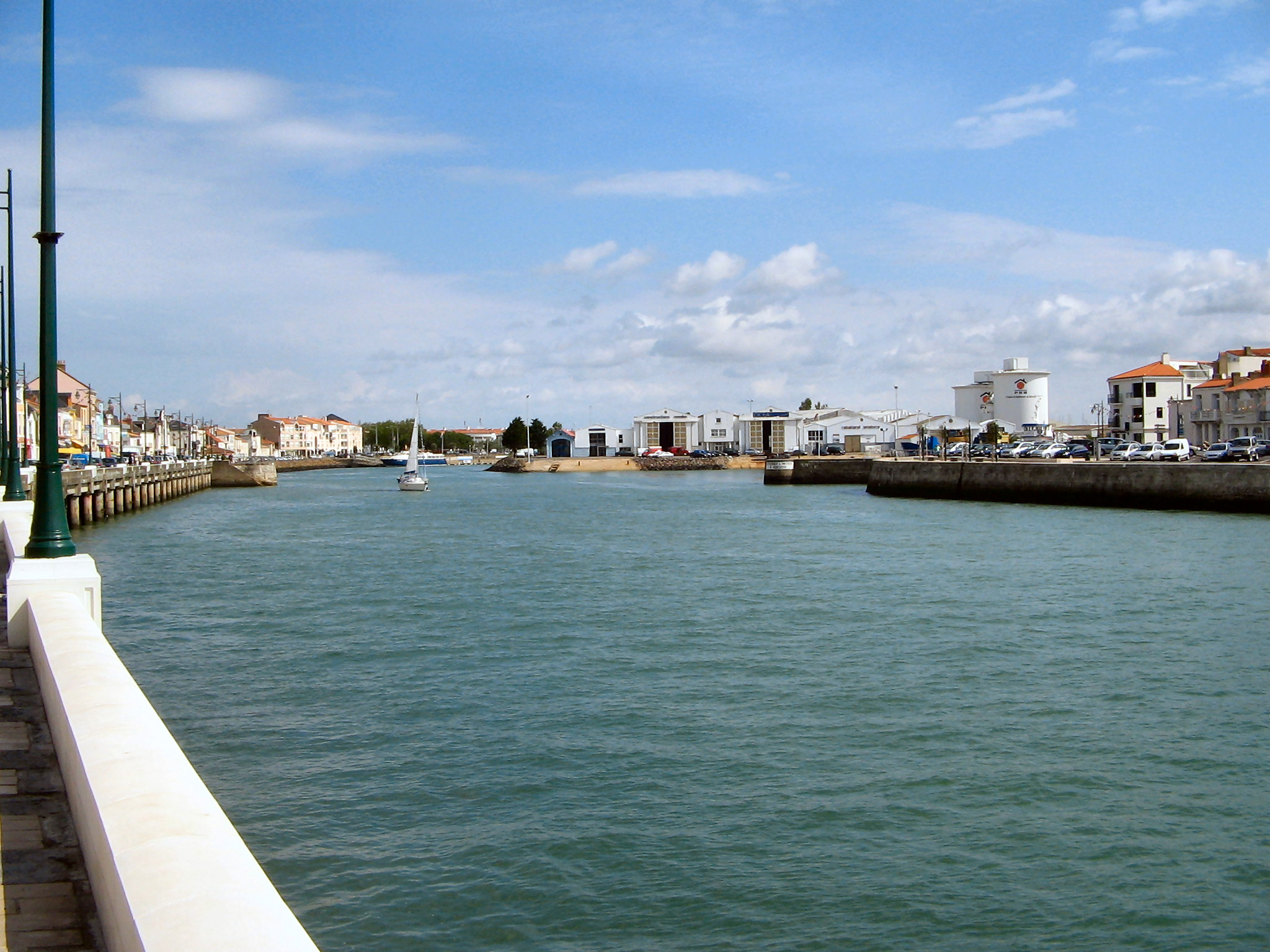
Le chenal du port vu de la Chaume, avec l'entrée de Port Olona en arrière-plan et celle du port de commerce et de pêche à droite.

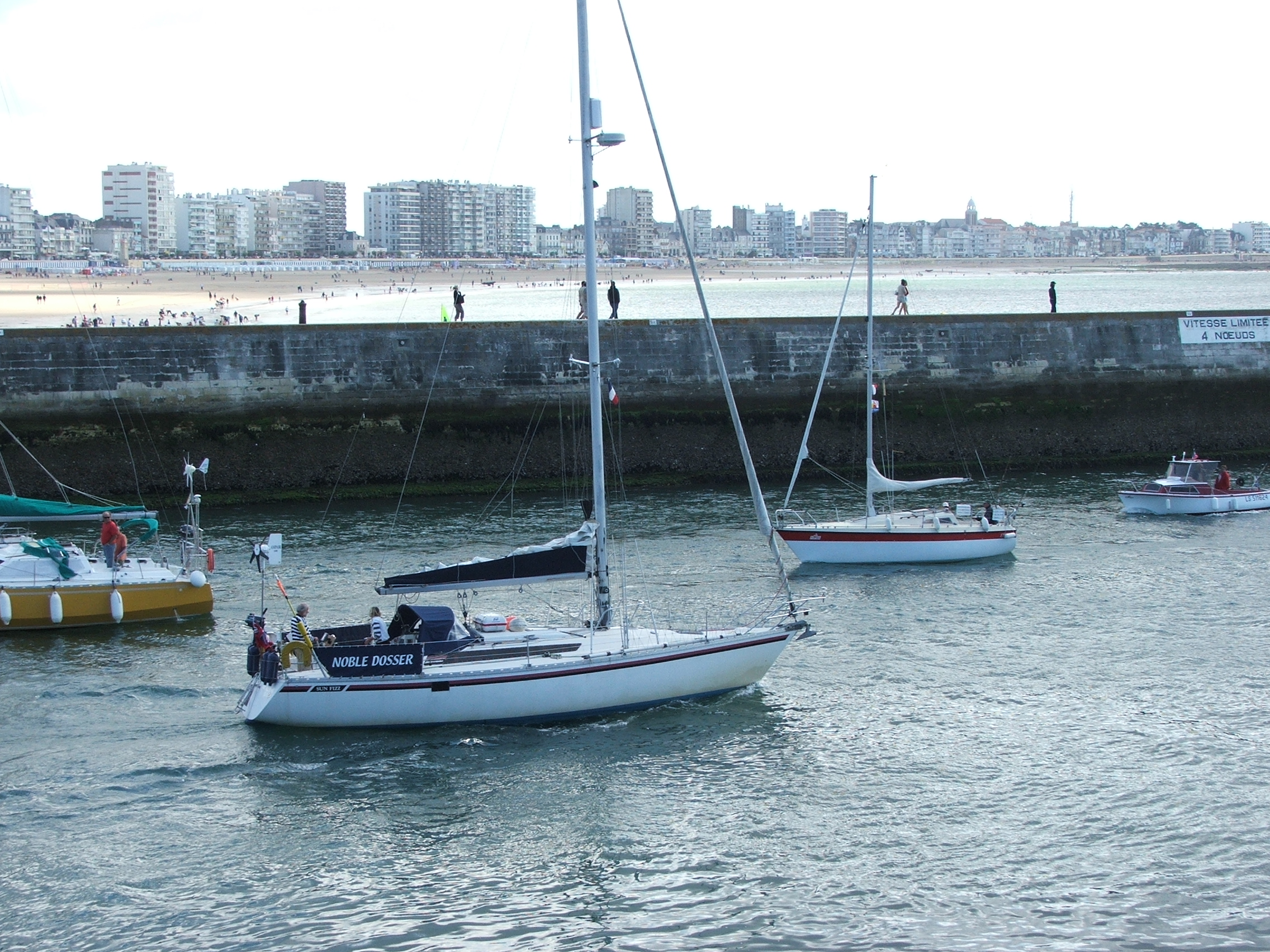
Voilier prenant la mer, dans le chenal du port.

La ville des Sables-d'Olonne est tournée vers la mer, ce qui se traduit par la présence de trois ports :
Le port de pêche, huitième de France, avec une criée, pêche artisanale (soles, seiches, morues…) ;
Le port de commerce, la Cabaude ;
Le port de plaisance, Port Olona, accueille de nombreuses manifestations nautiques dont la plus prestigieuse est le Vendée Globe.
Le port des Sables-d'Olonne est doté de plusieurs phares et balises qui jalonnent le chenal d'entrée : le phare de l'Armandèche, le phare de la Potence, le phare des Barges, le phare de la Jetée-Saint-Nicolas (ou Grande-Jetée) et le phare de la Chaume dit aussi de la tour d'Arundel.
Le bassin olonnais accueille de nombreux chantiers dont Alubat, Kirié, Privilège Marine, Océa et Tresco.

#### Codes
Les bateaux de pêche immatriculés aux Sables-d'Olonne ont pour code LS, selon la liste des quartiers maritimes.

#### Transports en commun

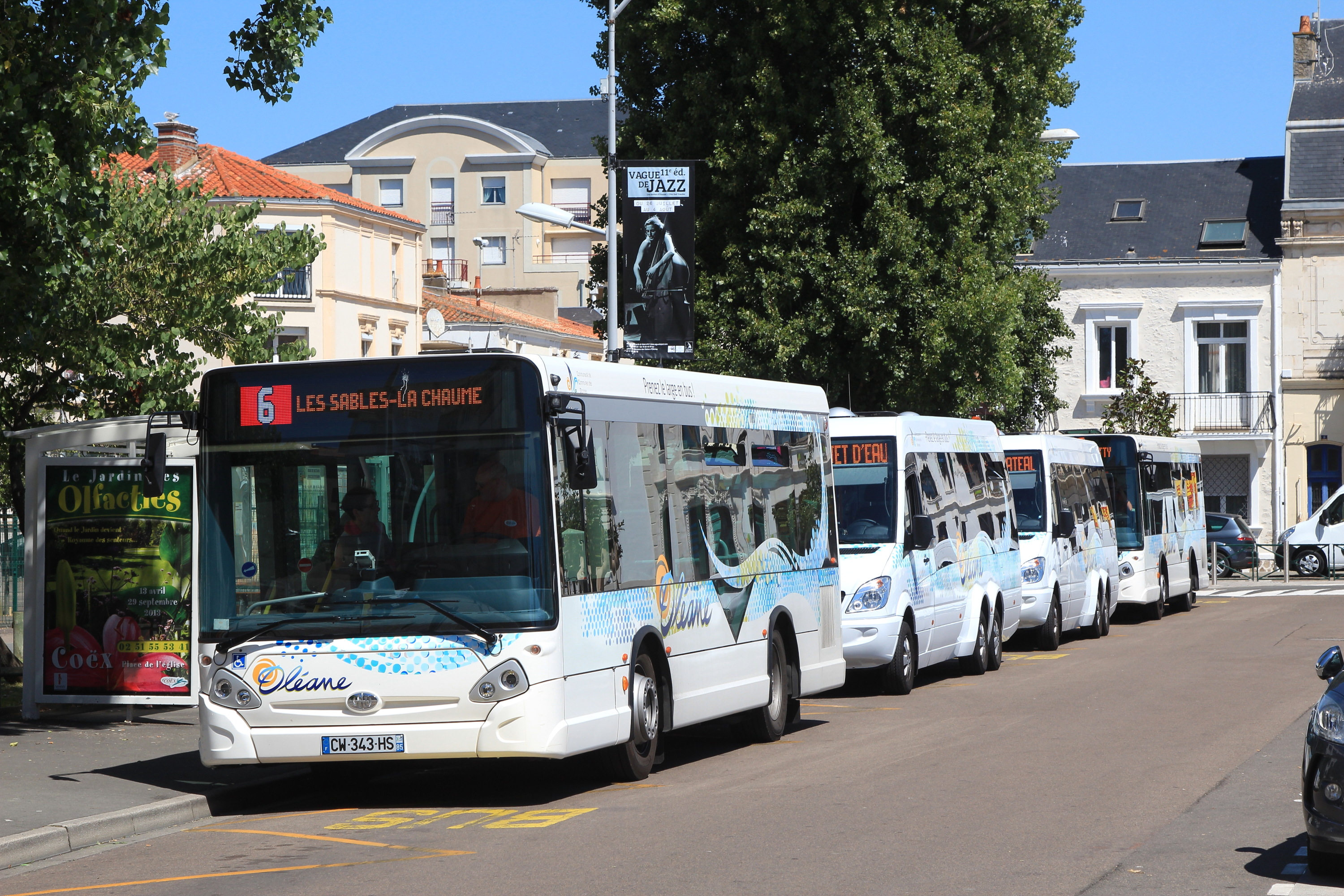
Bus Oléane au terminus Jet d'Eau de la plupart des lignes.

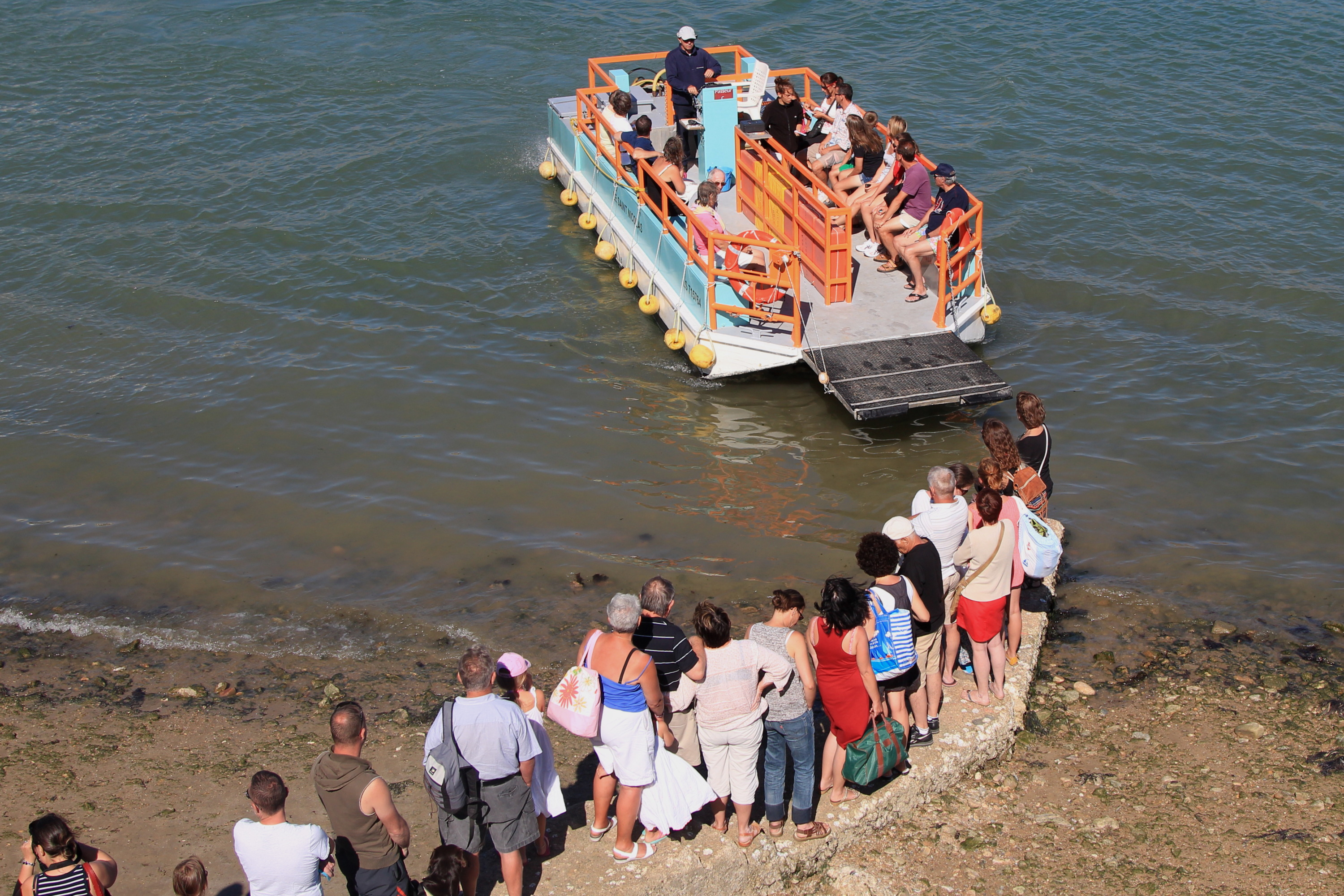
Accostage de la ligne Passeur C au niveau de la grande jetée.

Les Sables-d'Olonne disposent au sein des Sables-d'Olonne-Agglomération d'un réseau de transport en commun baptisé Oléane, anciennement Tusco (pour Transports urbains des Sables-d’Olonne, du Château d’Olonne et d’Olonne-sur-Mer), exploitant 9 lignes de mini-bus urbains (3 le dimanche), 13 lignes de bus urbains, ainsi qu'un bac desservant trois débarcadères dans le port.
On peut également noter que, par le passé, de 1898 à 1925, la ville bénéficiait des services du tramway des Sables-d'Olonne, un tramway électrique qui circulait sur le Remblai et qui, sur une distance de six kilomètres, reliait les casinos à la gare. La mauvaise gestion de la compagnie fondée par le directeur du Grand Casino fera abandonner ce mode de transport.

## Toponymie
Le nom de la commune est lié à l’île d'Olonne. Le nom est attesté sous les formes Portus Ollone en  1007 et Portus Olonae en  1182.

## Histoire
L'histoire des Sables-d'Olonne est liée au monde de la mer depuis la fondation en 1218 du havre d'Olonne par Savary Ier de Mauléon, seigneur de Mauléon, sénéchal de Poitou et prince de Talmont, sur un cordon de sable entre La Chaume et le marais d'Olonne.

### Une histoire aux racines lointaines
Le pays d’Olonne est occupé par l’homme depuis les temps les plus reculés comme en témoignent les nombreux vestiges découverts dans la région.
La mer recouvrait à l’époque une grande partie de la contrée : Ol-ona, hauteur au-dessus de l’eau, serait peut-être d’origine celtique et aurait donné son nom à quatre des six communes qui composent la région. À cette époque, c’est Olonne qui règne en maître. Sous l’Empire romain, Olonne devient un carrefour important grâce à son petit port du Havre d’Olonne, situé au fond d’une baie bien abritée par la longue île Vertime (l'actuelle côte sauvage et forêt d’Olonne). La création des marais salants et des vignobles à l’Île d’Olonne daterait de cette époque et fera la richesse de cette région pendant 2 000 ans.
Du Ve au IXe siècle, le pays est ravagé par de nombreuses invasions, les Normands étant présents jusqu’au Xe siècle. Puis, par le mariage d’Aliénor d’Aquitaine et Henri II Plantagenêt, la région passe pendant plus de cinquante ans sous domination anglaise. Richard Cœur de Lion, leur fils, fait de Talmont sa résidence privilégiée, et des terres d’Orbestier son terrain de chasse favori. C’est au Moyen Âge, sous l’impulsion des seigneurs d’Olonne, que le pays connaît un véritable essor économique. Il s’ensuivra l’émergence d’un fabuleux patrimoine religieux.

### Les Sables-d’Olonne prennent leur essor
À la fin du Moyen Âge, les échanges maritimes se développent et le pays d’Olonne florissant exporte vers le nord de l’Europe son sel et son vin, les bourgades environnantes (Château-d'Olonne, Vairé, Ste Foy) se consacrent à une activité plus agricole, terres de seigneuries.
Le XIIIe siècle verra sortir de l’ombre, ou plutôt du sable, une petite sœur cadette : les Sables-d’Olonne. En effet, pour remplacer le port de Talmont qui s’envase, le prince Savary de Mauléon décide de développer le havre d’Olonne. Il accorde au quartier de La Chaume en 1218 des terres et des droits pour y installer un ensemble urbain.
Louis XI, en 1472, sépare Les Sables-d’Olonne de la ville d’Olonne pour en faire le port principal du pays. En effet, d'après un conseil de Philippe de Commynes, le roi ordonne la fortification de la ville de sorte que son port s'accroisse, le 10 novembre, en dépensant 5 000 livres tournois pour cinq ans,. La paroisse des Sables-d’Olonne naît au XVIIe siècle, la construction d’une église est décidée. Les guerres de Religion freinent l’expansion de la ville. Les Sablais, fidèles au catholicisme, affrontent les Chaumois, convertis au protestantisme.

### L’âge d’or et les prémices du tourisme
Le XVIIe siècle marque l’apogée de la ville des Sables-d’Olonne, devenu premier port morutier du royaume. Plus de cent bateaux arment pour la pêche à la morue sur les bancs de Terre Neuve. Puis un long déclin s’amorce au XVIIIe siècle, qui ne disparaîtra qu’avec le développement de la pêche et du tourisme à la fin du XIXe siècle.
Pendant la Révolution, la région est restée républicaine avec pas moins de six prisons aux Sables-d’Olonne, une guillotine et un tribunal révolutionnaire. Sous l’Empire, la ville doit faire face au blocus continental instauré par Napoléon Ier, ainsi qu’à la menace des vaisseaux de guerre anglais.
Dès 1845, le port se modernise. La pêche à la sardine et au thon assure l’essor des conserveries (appelées confiseries). Les chantiers de construction navale, sur les quais de la Cabaude, fabriquent des dundees et autres sardiniers.

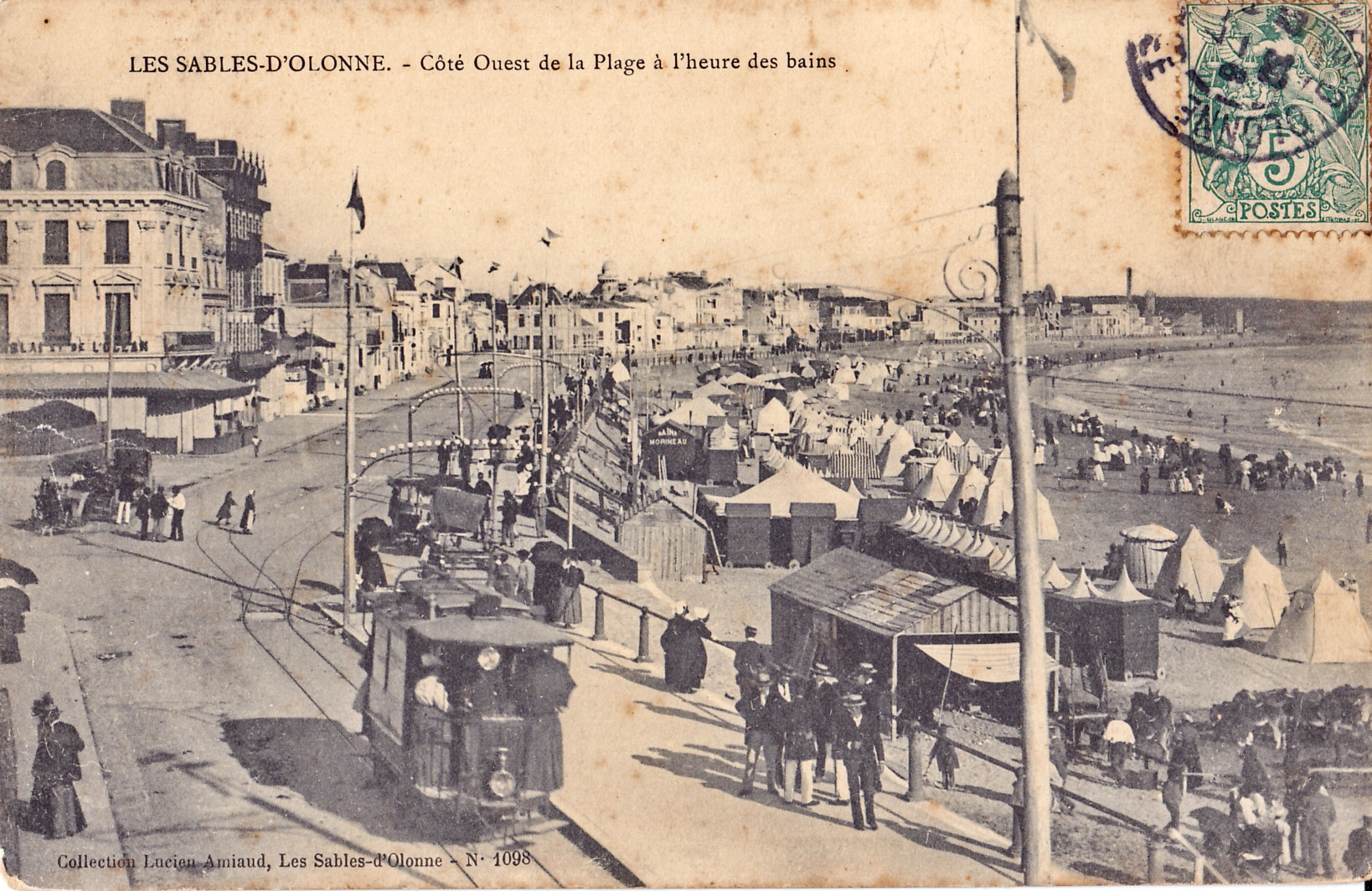
Côté ouest de la plage, dans les années 1900.

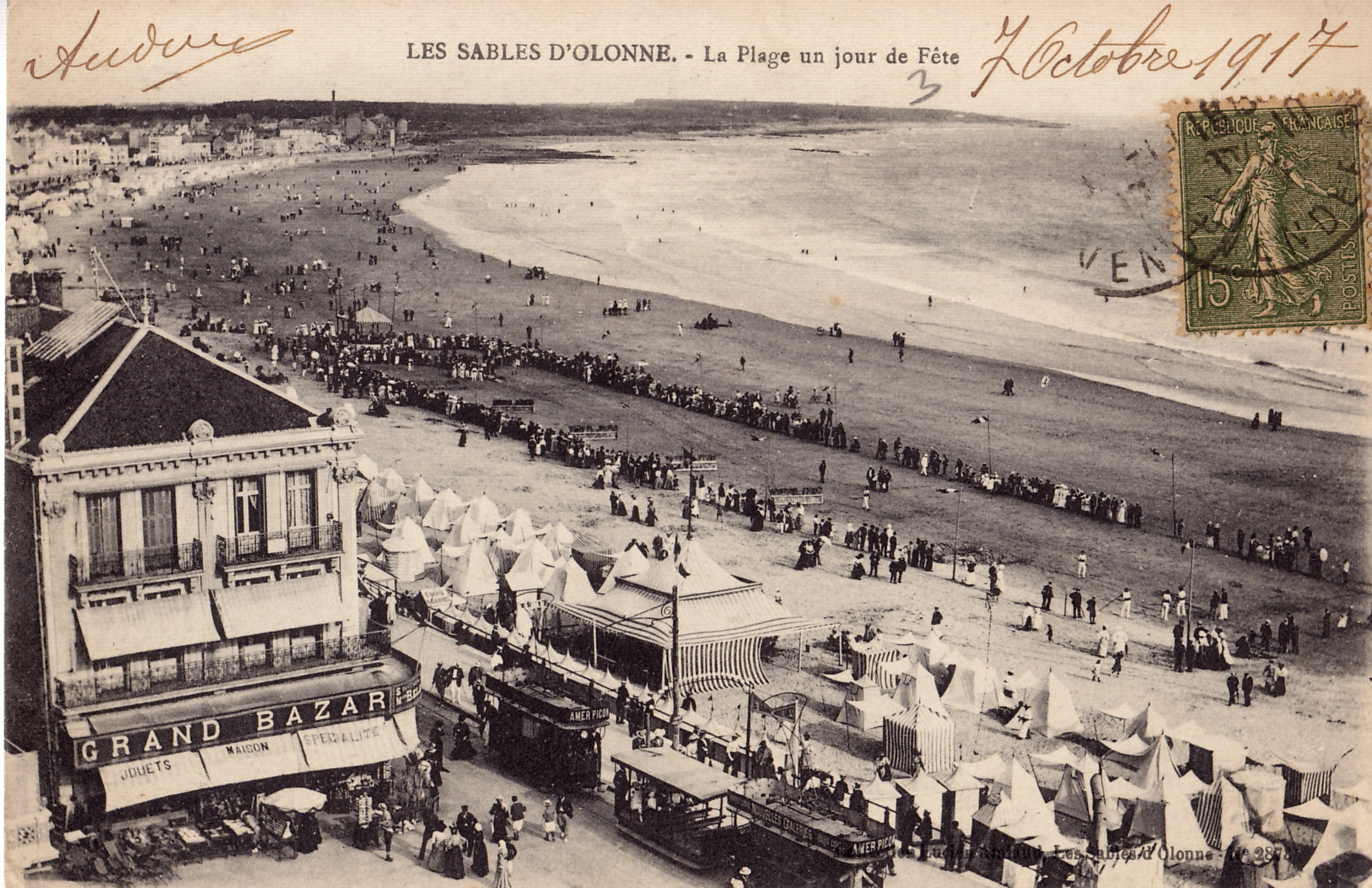
La plage, un jour de fête, dans les années 1910.

Quant au tourisme, si les premières réglementations de bains remontent à 1816, il faut attendre 1825 pour voir apparaître les premiers établissements de bains et les  bathing machine (en) importées sur le modèle anglais par le négociant Pître Raguet,. Les Sables-d’Olonne deviennent une station mondaine fréquentée par l’aristocratie et l’élite artistique et se dote alors de son premier casino : le casino des Bains de Mer (actuel casino des Atlantes). C’est la Belle Époque sablaise.
L’arrivée du chemin de fer en 1866 dynamise le tourisme avec « les trains de plaisir » reliant Paris à la « plus belle plage d’Europe ». La grande vogue des bains de mer est née.
Début 1881, la ville est endeuillée par une tempête où périssent cinquante-deux marins-pêcheurs.
Un deuxième casino apparaît en 1898, le casino des Pins, et en 1900 on compte plus de 35 hôtels à proximité du Remblai.

### Dates clés
En 1472, Louis XI sépare les Sables-d'Olonne de la ville d'Olonne.
En 1630, François L'Olonnais (Jean David Nau) nait dans Les Sable D'Olonne.
Au XVIIe siècle, le port des Sables-d'Olonne est le premier port morutier de France et compte près de 14 000 habitants[réf. nécessaire].
En 1754, La Chaume est rattachée aux Sables-d'Olonne (arrêt royal du 7 août 1754).
Pendant la Révolution française, la ville est acquise à la République. Elle est assiégée à plusieurs reprises pendant la guerre de Vendée et résiste grâce au ravitaillement par la mer.
Le 24 février 1809, bataille des Sables-d'Olonne entre les Français et les Anglais.
En 1816, premier arrêté municipal réglementant les bains sur la plage.
En 1825, les premiers établissements de bains apparaissent, la ville devient une station balnéaire.
Le 29 décembre 1866, le chemin de fer arrive aux Sables en provenance de La Roche-sur-Yon, Bressuire, Saumur, Tours, ligne qui reliera la ville à Paris en train express jusqu'en 1971.
En 1925, la ligne de chemin de fer à voie métrique Bourgneuf - Saint-Gilles-Croix-de-Vie est prolongée jusqu'aux Sables-d'Olonne deux ans après son inauguration.
Du 23 juin 1940 à 8 h 30 au 27 août 1944, la ville est occupée par l'armée allemande.
Dans la nuit du 27 au 28 août 1944, l'armée allemande d'occupation évacue la ville, laissant des installations portuaires détruites et des plages minées.

## Emblèmes

### Héraldique
| Blason | Blasonnement : D’azur au vaisseau équipé et habillé d’argent voguant sur une mer de sinople mouvant de la pointe, surmonté de la Vierge aussi d’argent, les bras croisés sur la poitrine et au voile mouvant à senestre, posée sur une nuée du même, accostée de deux chérubins aux ailes déployées d’argent cantonnés l’un en barre à dextre, l’autre en bande à senestre. Commentaires : Les armes de la ville et la devise « Advocata nostra, ora pro nobis » (« Notre avocate, priez pour nous ») remontent à la deuxième moitié du XVIIIe siècle. Sous la Révolution, on a supprimé ce qui rappelait l’idée religieuse, mais on revint plus tard aux anciennes armoiries. |

### Devise
La devise des Sables-d'Olonne : « Advocata Nostra Ora Pro Nobis. » « Ô notre médiatrice, intercède pour nous. »

### Logotype
En 1988, le graphiste Patrick Riegert conçoit un premier logotype pour la commune. Celui-ci est amélioré en 2003 par la direction de la Communication de la mairie, l’office de tourisme et l’Agence Bertaud,.
Le 7 mars 2017, une série harmonisée de nouvelles identités visuelles est présentée par SEV Communication notamment pour la future commune nouvelle et la communauté d’agglomération créée en janvier 2017.

Logotype de 1988 à 2003.
Logotype d’avril 2003 à 2017.
Logotype depuis le 7 mars 2017.

## Politique et administration
Le 1er janvier 2019, elle constitue une commune nouvelle avec Château-d'Olonne et Olonne-sur-Mer.
Les personnalités exerçant une fonction élective dont le mandat est en cours et en lien direct avec le territoire des Sables-d'Olonne sont les suivantes :
| Élection        | Territoire                             | Titre                          | Nom                                | Tendance politique | - | Début de mandat | Fin de mandat |
| --------------- | -------------------------------------- | ------------------------------ | ---------------------------------- | ------------------ | - | --------------- | ------------- |
| Municipales     | Les Sables-d'Olonne                    | Maire des Sables-d'Olonne      | Didier Gallot                      | DVD                |   | mars 2014       | janvier 2019  |
| Départementales | Canton des Sables-d'Olonne             | Conseillers départementaux     | Gérard Faugeron et Florence Pineau | LR                 |   | 2015            | 2021          |
| Législatives    | Troisième circonscription de la Vendée | Député                         | Stéphane Buchou                    | LREM               |   | 18 juin 2017    | juin 2022     |
| Régionales      | Pays de la Loire                       | Présidente du conseil régional | Christelle Morançais               | LR                 |   | 19 octobre 2017 | 2021          |
| Présidentielle  | France                                 | Président de la République     | Emmanuel Macron                    | LREM               |   | 14 mai 2017     | mai 2022      |

### Liste des maires
| Période      | Période                  | Identité         | Étiquette    | Qualité |
| ------------ | ------------------------ | ---------------- | ------------ | --- |
| mai 1945     | octobre 1947             | Odette Roux      | PCF          | Institutrice |
| octobre 1947 | février 1960 (démission) | Charles Rousseau | CNI          | Industriel Député de la Vendée (1945 → 1958) Conseiller général du canton des Sables-d'Olonne (1949 → 1961) |
| février 1960 | mars 1965                | Michel Laurent   | CD           | Avocat Conseiller général du canton des Sables-d'Olonne (1961 → 1967) |
| mars 1965    | mars 1971                | Pierre Mauger    | UDR puis RPR | Administrateur de sociétés Député de la 3e circonscription de la Vendée (1967 → 1986) Conseiller général du canton des Sables-d'Olonne (1967 → 1993) |
| mars 1971    | 1979 (décès)             | Albert Prouteau  |              | Ingénieur des travaux publics |
| janvier 1980 | 4 avril 2014             | Louis Guédon     | RPR puis UMP | Pharmacien-biologiste Député de la 3e circonscription de la Vendée (1993 → 2012) Conseiller général du canton des Sables-d'Olonne (1992 → 2004) Président de la communauté de communes des Olonnes (2008 → 2014) Membre du Conseil national du littoral (2006) Président de la fédération UMP de la Vendée (jusqu'au 21 décembre 2012) Réélu en 1983, 1989, 1995, 2001 et 2008 |
| 4 avril 2014 | 31 décembre 2018         | Didier Gallot    | DVD          | Magistrat honoraire, fondateur du Festival Simenon |

### Liste des maires délégués
| Période        | Période                          | Identité      | Étiquette | Qualité             |
| -------------- | -------------------------------- | ------------- | --------- | ------------------- |
| 2 janvier 2019 | 21 janvier 2019 (démissionnaire) | Didier Gallot | DVD       | Magistrat honoraire |

Le 4 février 2019, le conseil municipal de la commune nouvelle des Sables-d’Olonne supprime la commune déléguée,.

## Démographie
En été, la population double de par la présence des estivants.

### Évolution démographique
L'évolution du nombre d'habitants est connue à travers les recensements de la population effectués dans la commune depuis 1793. Pour les communes de plus de 10 000 habitants les recensements ont lieu chaque année à la suite d'une enquête par sondage auprès d'un échantillon d'adresses représentant 8 % de leurs logements, contrairement aux autres communes qui ont un recensement réel tous les cinq ans,.

En 2016, la commune comptait 14 233 habitants, en évolution de −2,53 % par rapport à 2010 (Vendée : +5,33 %, France hors Mayotte : +2,11 %).
| 1793  | 1800  | 1806  | 1821  | 1831  | 1836  | 1841  | 1846  | 1851  |
| ----- | ----- | ----- | ----- | ----- | ----- | ----- | ----- | ----- |
| 5 039 | 5 168 | 5 723 | 4 698 | 4 906 | 4 778 | 5 076 | 6 280 | 5 983 |

| 1856  | 1861  | 1866  | 1872  | 1876  | 1881   | 1886   | 1891   | 1896   |
| ----- | ----- | ----- | ----- | ----- | ------ | ------ | ------ | ------ |
| 6 464 | 6 996 | 7 352 | 8 292 | 9 347 | 10 420 | 11 070 | 11 557 | 11 826 |

| 1901   | 1906   | 1911   | 1921   | 1926   | 1931   | 1936   | 1946   | 1954   |
| ------ | ------ | ------ | ------ | ------ | ------ | ------ | ------ | ------ |
| 12 244 | 12 673 | 14 005 | 13 387 | 13 627 | 13 660 | 14 536 | 17 650 | 17 761 |

| 1962   | 1968   | 1975   | 1982   | 1990   | 1999   | 2006   | 2011   | 2016   |
| ------ | ------ | ------ | ------ | ------ | ------ | ------ | ------ | ------ |
| 18 401 | 18 093 | 17 463 | 16 100 | 15 830 | 15 532 | 15 596 | 14 165 | 14 233 |

### Pyramide des âges
La population de la commune est relativement âgée. Le taux de personnes d'un âge supérieur à 60 ans (49,6 %) est en effet supérieur au taux national (21,6 %) et au taux départemental (25,1 %).
À l'instar des répartitions nationale et départementale, la population féminine de la commune est supérieure à la population masculine. Le taux (56,3 %) est supérieur de plus de deux points au taux national (51,6 %).
La répartition de la population de la commune par tranches d'âge est, en 2007, la suivante :
- 43,7 % d’hommes (0 à 14 ans = 10,6 %, 15 à 29 ans = 13,7 %, 30 à 44 ans = 13,2 %, 45 à 59 ans = 19,8 %, plus de 60 ans = 42,6 %) ;
- 56,3 % de femmes (0 à 14 ans = 8 %, 15 à 29 ans = 8,3 %, 30 à 44 ans = 10,8 %, 45 à 59 ans = 18 %, plus de 60 ans = 54,9 %).

| Hommes | Classe d’âge | Femmes |
| ------ | ------------ | ------ |
| 1,0    | 90 ans ou +  | 3,0    |
| 16,9   | 75 à 89 ans  | 24,4   |
| 24,7   | 60 à 74 ans  | 27,5   |
| 19,8   | 45 à 59 ans  | 18,0   |
| 13,2   | 30 à 44 ans  | 10,8   |
| 13,7   | 15 à 29 ans  | 8,3    |
| 10,6   | 0 à 14 ans   | 8,0    |

| Hommes | Classe d’âge | Femmes |
| ------ | ------------ | ------ |
| 0,4    | 90 ans ou +  | 1,2    |
| 7,3    | 75 à 89 ans  | 10,6   |
| 14,9   | 60 à 74 ans  | 15,7   |
| 20,9   | 45 à 59 ans  | 20,2   |
| 20,4   | 30 à 44 ans  | 19,3   |
| 17,3   | 15 à 29 ans  | 15,5   |
| 18,9   | 0 à 14 ans   | 17,4   |

## Économie

### Tourisme
Grâce à ses plages et à ses ports, la ville exploite depuis le XIXe siècle un fort potentiel touristique qui engendre une activité marquée par une forte saisonnalité. En 1900, on comptait 35 hôtels à proximité du Remblai et les particuliers ont vite vu l'intérêt de louer tout ou partie de leurs maisons en été. Aujourd'hui, la capacité hôtelière reste importante et il y a deux campings en activité malgré un territoire communal exigu. Les locations en meublés sont également très répandues.

### Commerce
Sur le territoire de la commune, on trouve trois supermarchés (dont un à la Chaume), trois marchés couverts (dont un à la Chaume) et de nombreux magasins spécialisés. Les principales zones commerciales sont le Centre (entre le cours Dupont et le quartier du Passage), le Remblai et le quartier Arago. Les communes limitrophes exercent une forte attraction commerciale grâce à leurs centres commerciaux constitués autour d'hypermarchés.

### Restauration
Grâce au tourisme et à la présence d'une population importante même hors saison, la ville dispose de nombreux restaurants et bars ouverts toute l'année, principalement sur le Remblai, le port de pêche et à la Chaume.

### Port
Le port de plaisance, Port Olona, accueille de nombreuses manifestations nautiques dont la plus prestigieuse est le Vendée Globe.

#### Codes
Les bateaux de pêche immatriculés aux Sables-d'Olonne ont pour code LS, selon la liste des quartiers maritimes.

## Écologie
En 1999, pour faire face à l'érosion du rivage, la municipalité, pionnière en France, a fait appel à Ecoplage, une société sise en Loire-Atlantique, qui installe des drains afin que les vagues des marées n'emportent plus le sable au large. Le procédé permet aussi de récupérer l'eau filtrée pour une piscine. Plusieurs stations balnéaires dont Sainte-Maxime (Var) ont adopté ce système. Le coût est de 1 500 à 3 000 euros le mètre installé et 15 000 euros d'entretien par an pour la ville.

## Médias
Presse :
- Journal des Sables (hebdomadaire)
- Ouest-France (édition Vendée Ouest)
- Vendée-Matin (édition locale du quotidien régional Presse-Océan, aujourd'hui disparu)

Télévision locale  
- Telesables (web télévision municipale)
- Télévision Vendée ( TV Vendée )

## Personnalités liées aux Sables-d'Olonne
- Savary Ier de Mauléon, (1181 - 29 juillet 1233), il fonda la ville en 1218.
- François l'Olonnais (1630 - 1669), l'un des pirates des Caraïbes les plus cruels et sanguinaires.
- Charles-Bazile Mercier-Vergerie (1762-1811), avocat, homme politique né aux Sables-d’Olonne, sénateur de la Vendée.
- Marc Gaspard Abraham Paulet de La Bastide (1769-1805), général des armées de la République y est décédé.
- Corneille Lamandé (1776-1837), architecte et ingénieur
- Jean-Jacques Audubon (1785-1851), naturaliste (à cause de son père Jean Audubon, capitaine de navires né aux Sables en 1744).
- Adolphe d'Hastrel (1805-1874), officier et artiste, auteur d'une série de lithographies sur la ville où il vécut.
- Émile Rouillé (1821-1897), homme politique français, né et mort aux Sables-d'Olonne.
- Georges Espitallier (1849-1923), vulgarisateur et romancier français
- Jean Mauclère (1887-1951), journaliste et auteur de romans populaires. Il a souvent évoqué Les Sables-d'Olonne et sa région dans des études savantes et des récits fictifs.
- Léon David (1867-1962), chanteur lyrique.
- André Dechezelles (1909-1997), magistrat, premier président de la cour d'appel de Paris, membre du comité de l'ONU pour l'élimination des discriminations raciales.
- Marie-Rose Tessier (1910-), née Bousseau, supercentenaire française, doyenne des français réside dans un EHPAD de la commune[40].
- Yves Dechezelles (1912-2007), avocat, défenseur des droits de l'homme, ancien résistant, compagnon du 8 novembre 42.
- Florelle, chanteuse et actrice de très grande renommée dans les années 1930.
- Marcel Hamel (1933-2009), artiste peintre, vécut aux Sables-d'Olonne.
- Marcel Hordenneau, résistant, président ce l'amicale sablaise des déportés (1922-2020)[41].
- Jean Huguet, écrivain, auteur de très nombreux ouvrages régionaux et historiques, éditeur.
- Philippe Hurteau, artiste-peintre.
- Paul Imbert, marin pêcheur, esclave du pacha de Marrakech Ammar el Feta[42].
- Philippe Jeantot, fondateur du Vendée Globe.
- Jean Launois, artiste-peintre.
- Bryan Nauleau, cycliste chez Europcar.
- Paul-Émile Pajot, artiste peintre.
- Bernard Philippeaux, artiste-peintre.
- Eugène Raguet, un architecte et sculpteur, et secrétaire général de la Société nationale des Beaux Arts, 1898-1908
- Nathalie Renoux, journaliste et animatrice de télévision française.
- Odette Roux, maire de la commune à la Libération.
- Paco Rabanne (1934-2023), couturier, réfugié aux Sables-d'Olonne avec sa mère à cause de la guerre civile espagnole. Il sera élève au lycée de l'Abbaye Sainte-Croix.
- Claude Robin (1941-2010), international français de football
- Robert Shennon (1946-), poète
- Patrick Buisson (1949-2023) journaliste, conseiller en communication, y possédait une maison.
- Bénédicte des Mazery (1962-), écrivain.
- Jean Pateau (1966), moine bénédictin français, abbé de l'abbaye Notre-Dame de Fontgombault depuis 2011.
- Dimitri Rataud (1972-), acteur
- Laëtitia Tignola (1972-), judokate,
- Sylvie Tellier, directrice générale de la Société Miss France et de Miss Europe Organisation.
- Alexis Thébaux (1985-), gardien de but du Paris Football Club.
- Raphaël Toussaint, peintre de la Vendée (ayant travaillé sur le thème du Vendée Globe et de la ville des Sables).

## Lieux et monuments

### Environnement naturel
- Les plages : la grande plage, la plage des Présidents, la plage de Tanchet, la côte sauvage, plage naturiste à Sauveterre[43].
- La forêt domaniale d’Olonne et les marais.
- La dune de la Cassotte[44].

### Ville fleurie
- Les Sables-d'Olonne ont été récompensés par trois fleurs au Concours des villes et villages fleuris (palmarès 2007).

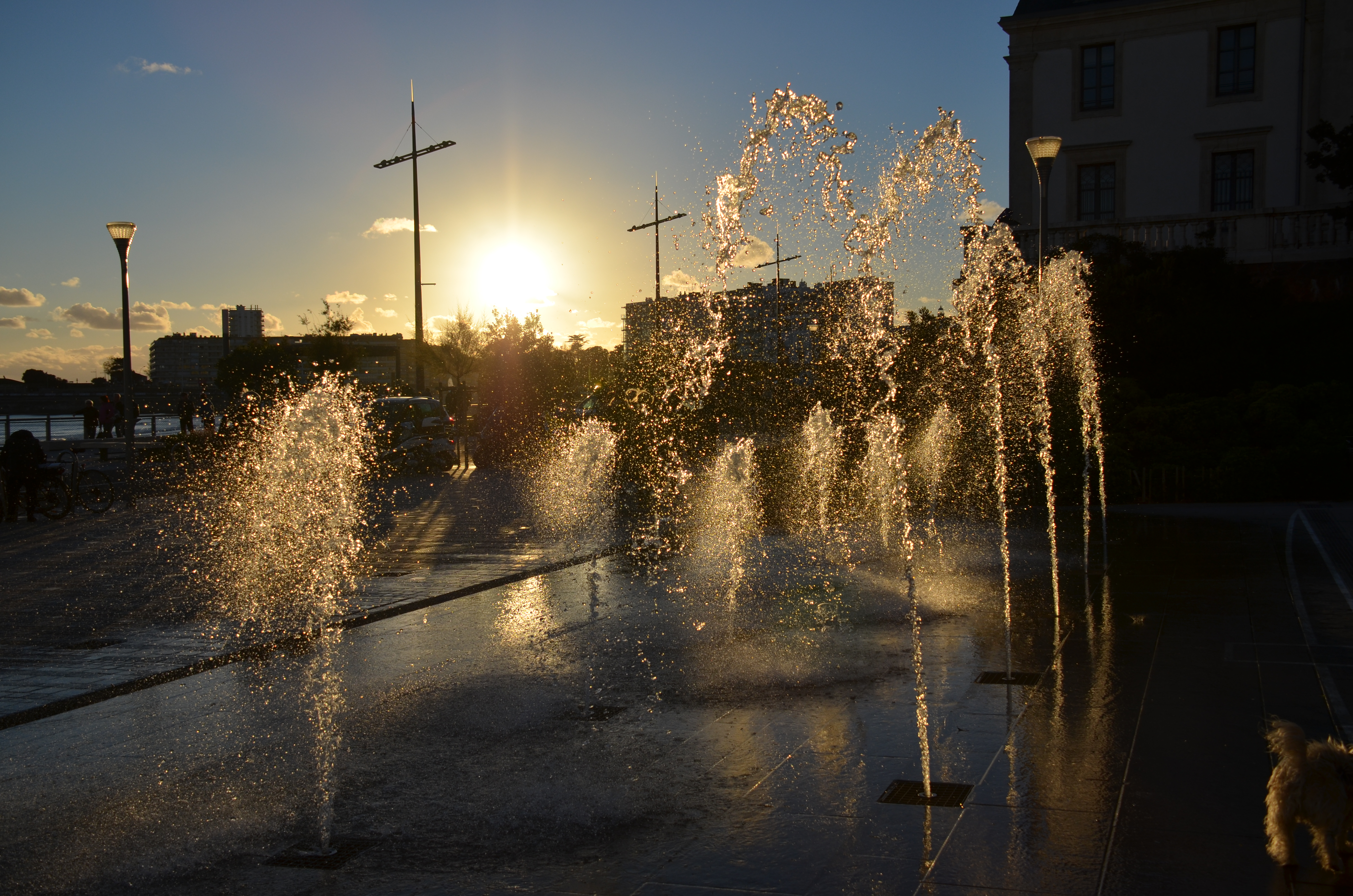
Jets d'eau Place du Palais de Justice.

### Patrimoine culturel

#### Les Sables

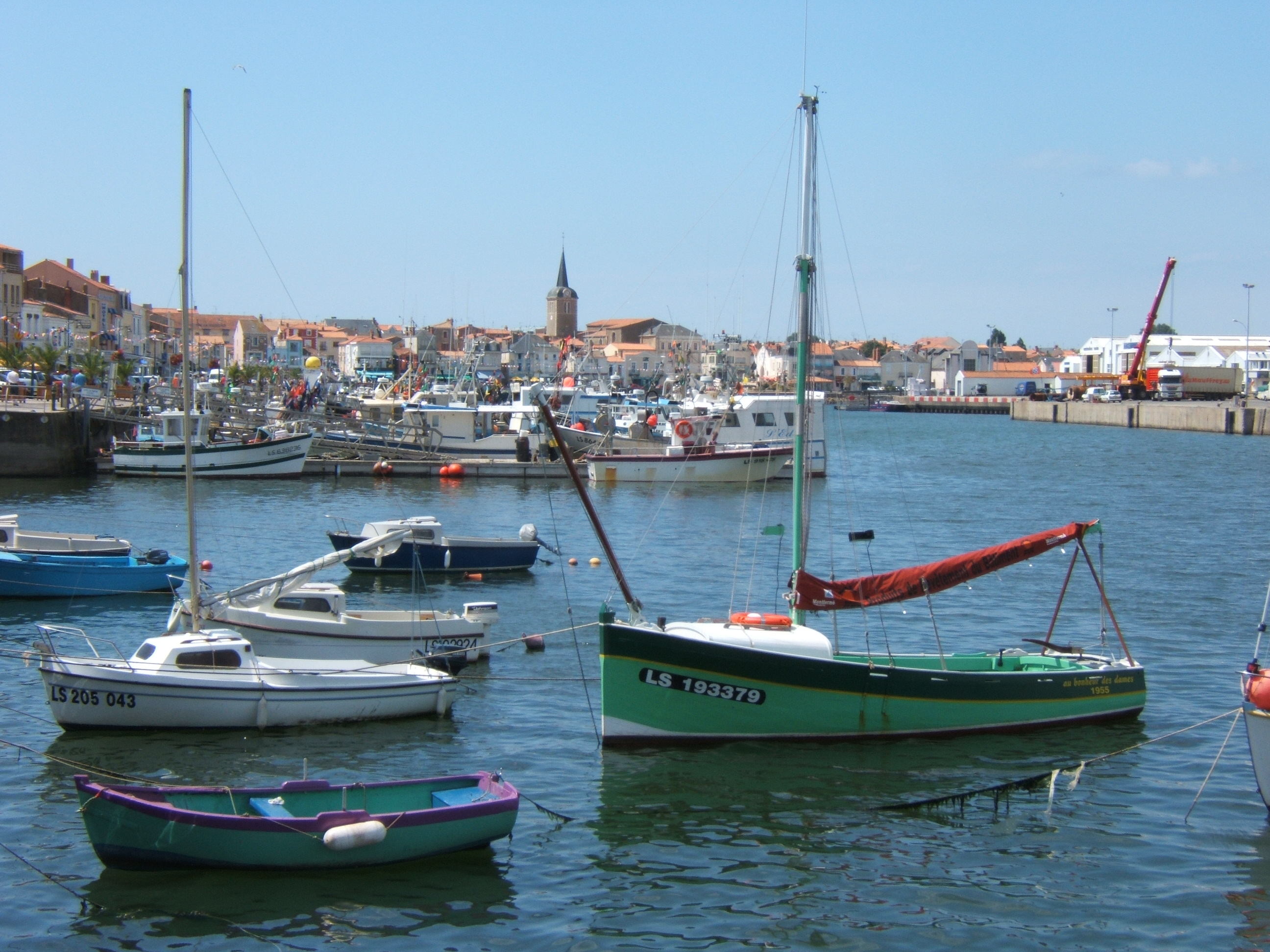
Le port de pêche des Sables-d'Olonne.

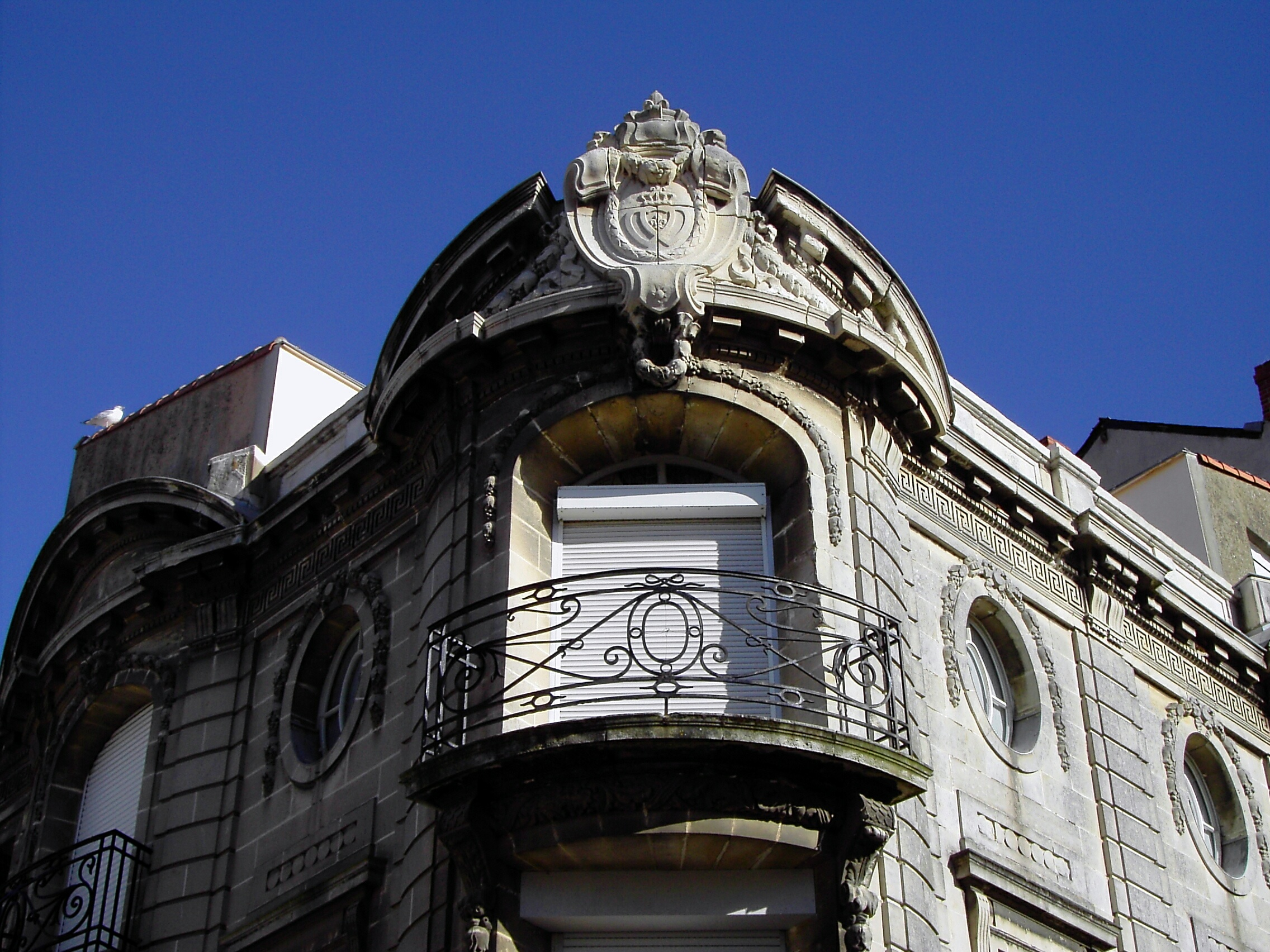
Détail architectural d'un immeuble.

- Le Remblai (promenades Lafargue et Clemenceau), bordé de nombreuses villas du XIXe siècle, faisant face à la mer et figurant à l'inventaire des monuments historiques[45] ainsi que plusieurs autres disséminées dans le centre-ville.
- Ses trois ports :
  - le port de pêche et la criée ;
  - le port industriel en bassin à flot ;
  - le port de plaisance, abritant le départ du Vendée Globe.
- Plusieurs lieux de culte, dont :
  - l'église Notre-Dame-de-Bon-Port, place de l'Église, construite entre 1646 et le XVIIIe siècle, sa façade ouest évoque la Renaissance ; à la Révolution, elle devient le temple de la Raison avant d'être un grenier à grain puis elle retrouve sa vocation en 1800[46], située en plein centre ;
  - l'église Saint-Pierre, rue des Deux-Phares ;
  - l'église Saint-Michel, rue Gambetta ;
  - l'église Saint-Nicolas et Sainte-Anne, place Sainte-Anne de la Chaume ;
  - l'abbaye Sainte-Croix, rue de Verdun, construite de 1633 à 1639, elle abrite, après le départ des sœurs, l'hôpital militaire, un camp d'internement, un centre de perfectionnement militaire, est réquisitionnée par les Allemands puis, rachetée par la municipalité, c'est un centre culturel, le musée des Sables, l'école de musique, et, actuellement, la médiathèque  [47],[48] ;
  - la chapelle Notre-Dame-de-Bonne-Espérance, dite Notre-Dame-des-Marins, construite en 1850, abrite une statue de la Vierge en bois polychrome, ancienne figure de proue d'un navire, qui aurait sauvé la vie de Flandrine de Nassau, naufragée au large de Bourgenay. Elle se trouve au 37 de la rue de l'Amidonnerie ;
  - La chapelle de la communauté des Béatitudes, rue du Petit Montauban de la Chaume.
  - La chapelle du Sacré-Cœur, rue Flandrine de Nassau.
  - le temple protestant, au 14 du cours Blossac.
- Le cimetière, dans le quartier Arago, avec des tombes du XIXe siècle.
- Le quartier du Passage, entre port et plage, avec ses maisons anciennes et ses ruelles étroites, dont :
  - la rue du Paradis (actuellement rue Manuel) ;
  - la rue de l'Enfer, figurant au Livre Guinness des records de 1987 comme étant la rue la plus étroite du monde avec 40 cm au sol ;
  - la rue Rapide…
- Le quartier de l'île Penotte, ruelles piétonnes et façades ornées de mosaïques de coquillages.
- Ses halles et marchés :
  - les halles centrales, au cœur de la ville, de style Baltard, abritent un marché quotidien et un marché de producteurs locaux, les mercredis et samedis ;
  - la halle à poissons, sur le port de pêche ;
  - le marché couvert Arago.
- Le musée de l'abbaye Sainte-Croix, le MASC (art moderne et contemporain) : avec des œuvres de Victor Brauner, Gaston Chaissac, Philippe Cognée, Claude Viseux, Robert Combas, René Leleu, Albert Marquet, Peter Saul…, salle consacrée aux arts populaires et aux pratiques balnéaires, cycle de conférences sur l'art moderne organisé par la Société des amis du musée, présidée par Jacques Masson[49].
- Le Conservatoire de musique Marin-Marais, situé derrière l'abbaye Sainte-Croix.
- Le zoo des Sables-d'Olonne, à la Rudelière, dans une végétation luxuriante et fleurie.

#### Les quartiers de la Chaume et de l'Aubraie

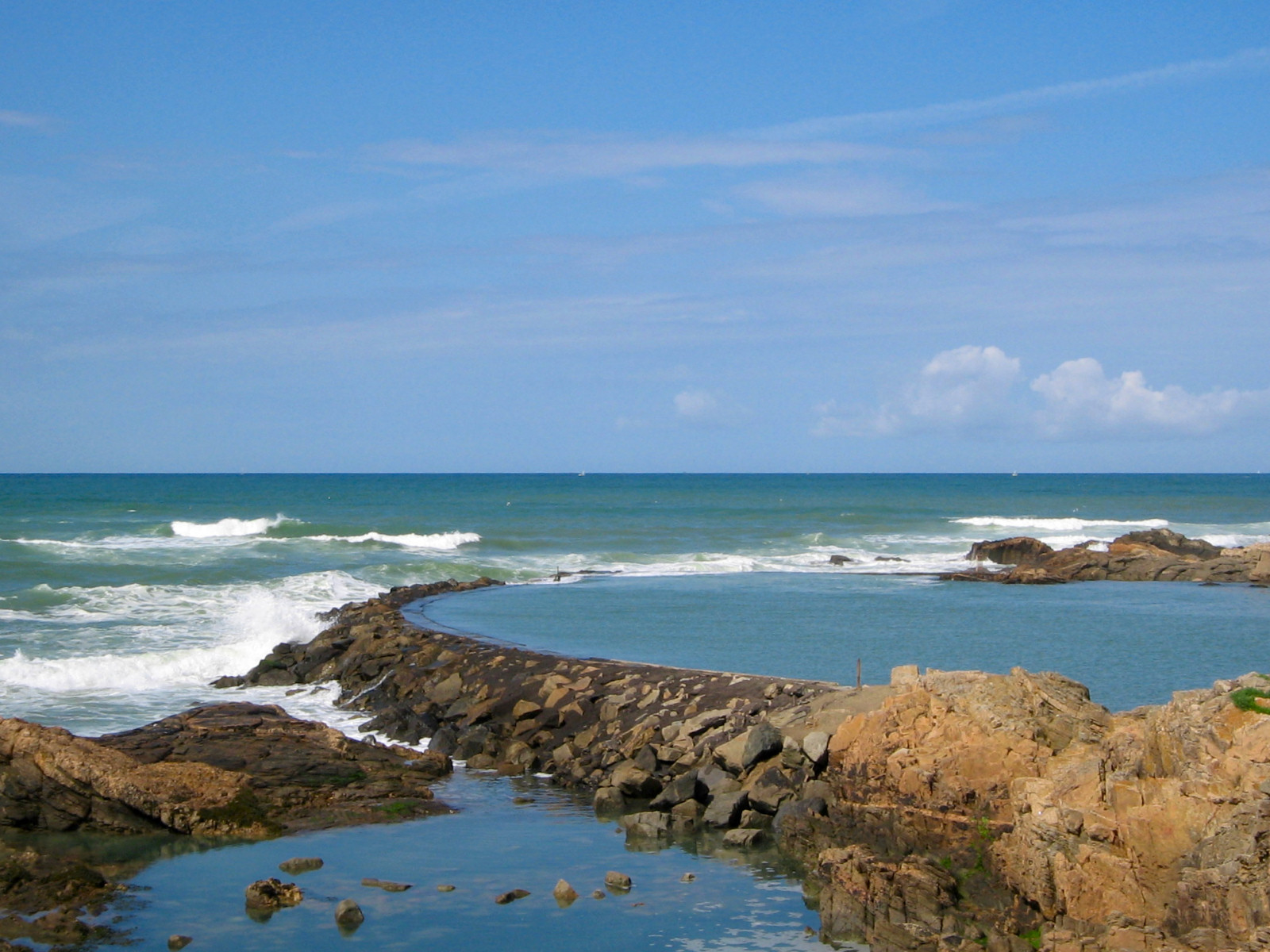
La piscine d'eau de mer Dombret, sur la côte sauvage de la Chaume.

- Le château Saint-Clair qui abrite au sommet de son donjon le phare dit « de la tour d'Arundel ».
- Le prieuré Saint-Nicolas, Corniche du Nouch, lieu d'expositions. À proximité, le mémorial des Péris en mer, mosaïque de Jacques Launois.
- La Paracou, découverte de la faune et de la flore de l'estran, son ancienne écluse à poissons.
- Musée du Coquillage.

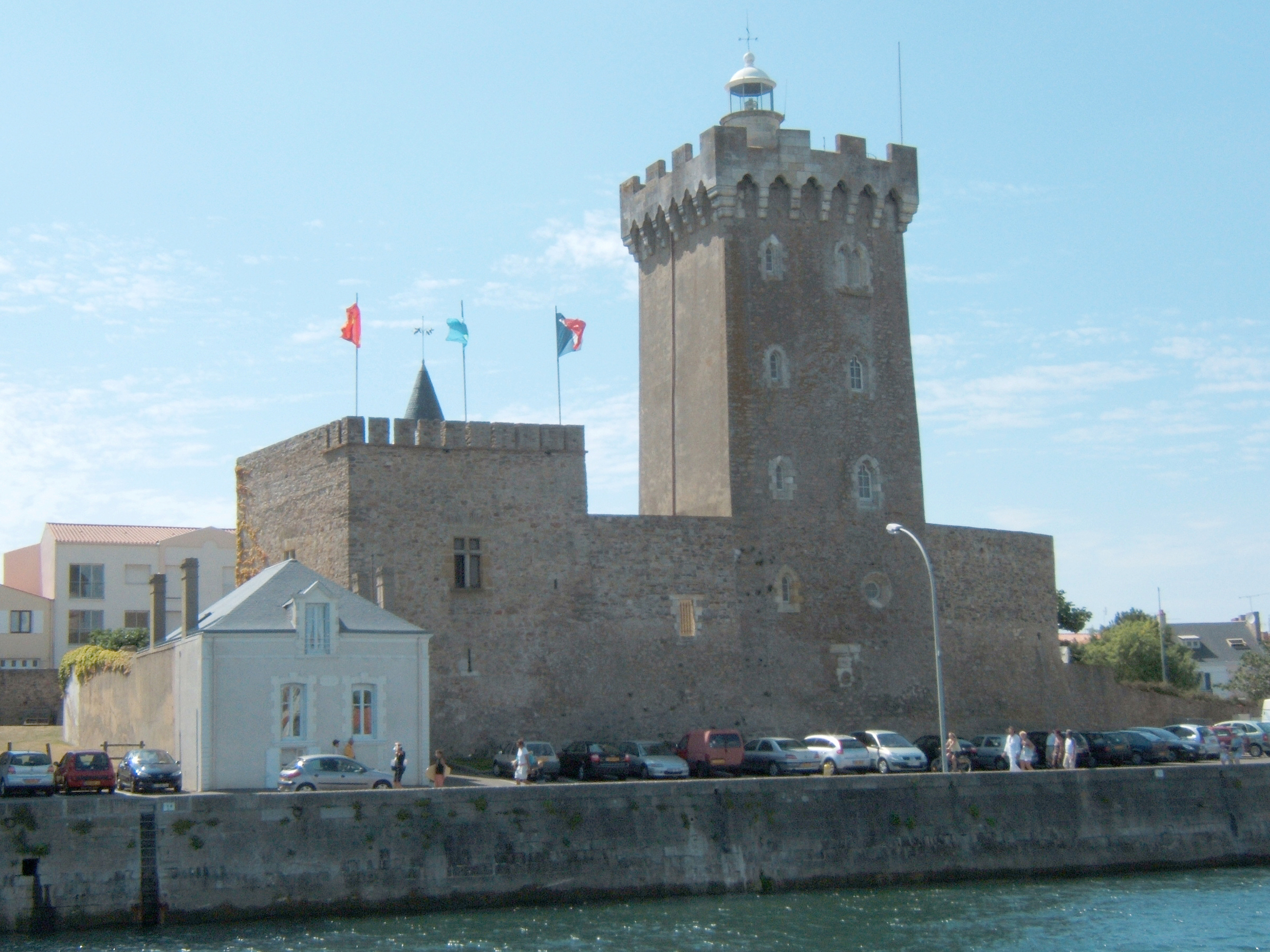
Le château Saint-Clair dans le quartier de La Chaume.
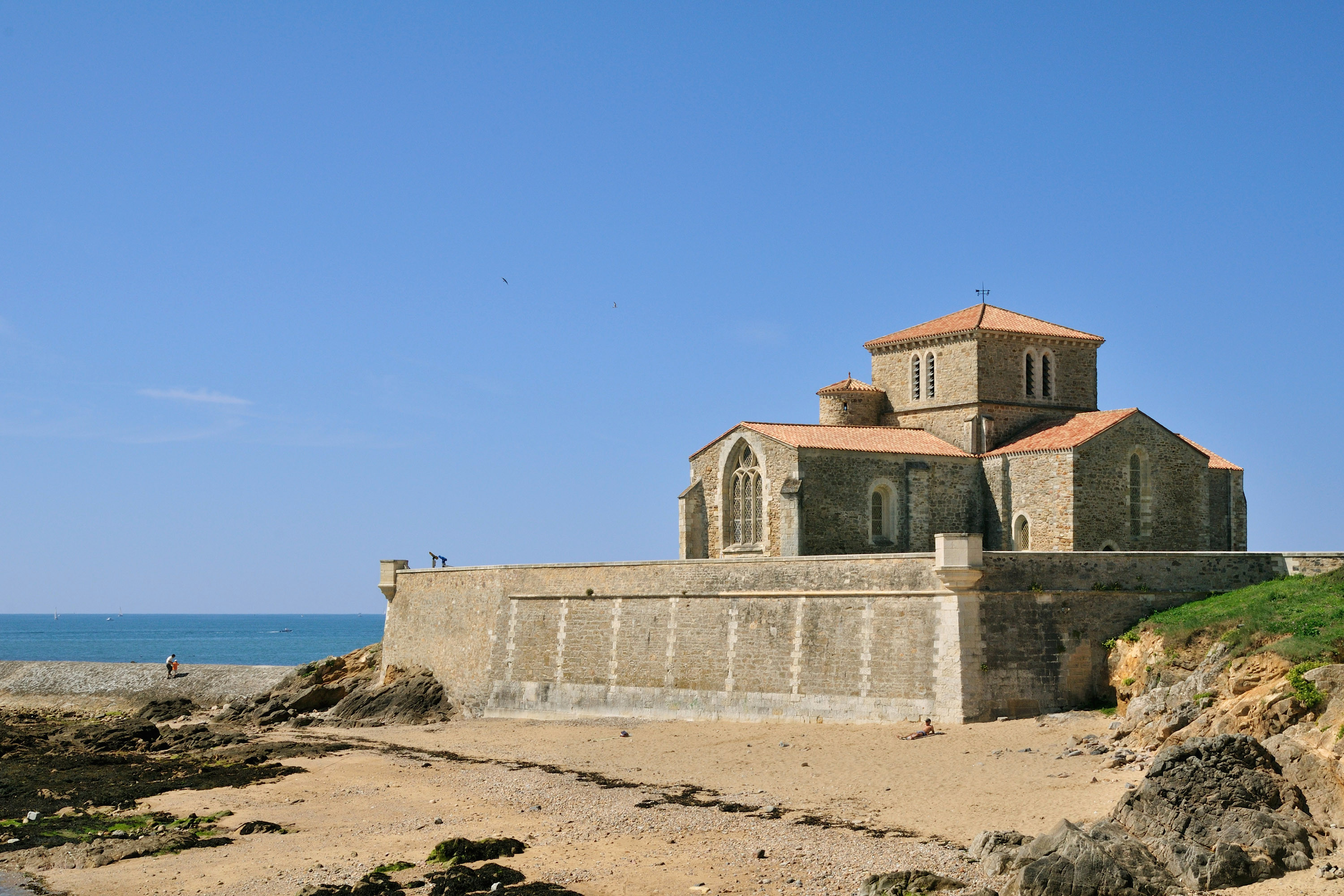
Le prieuré Saint-Nicolas.
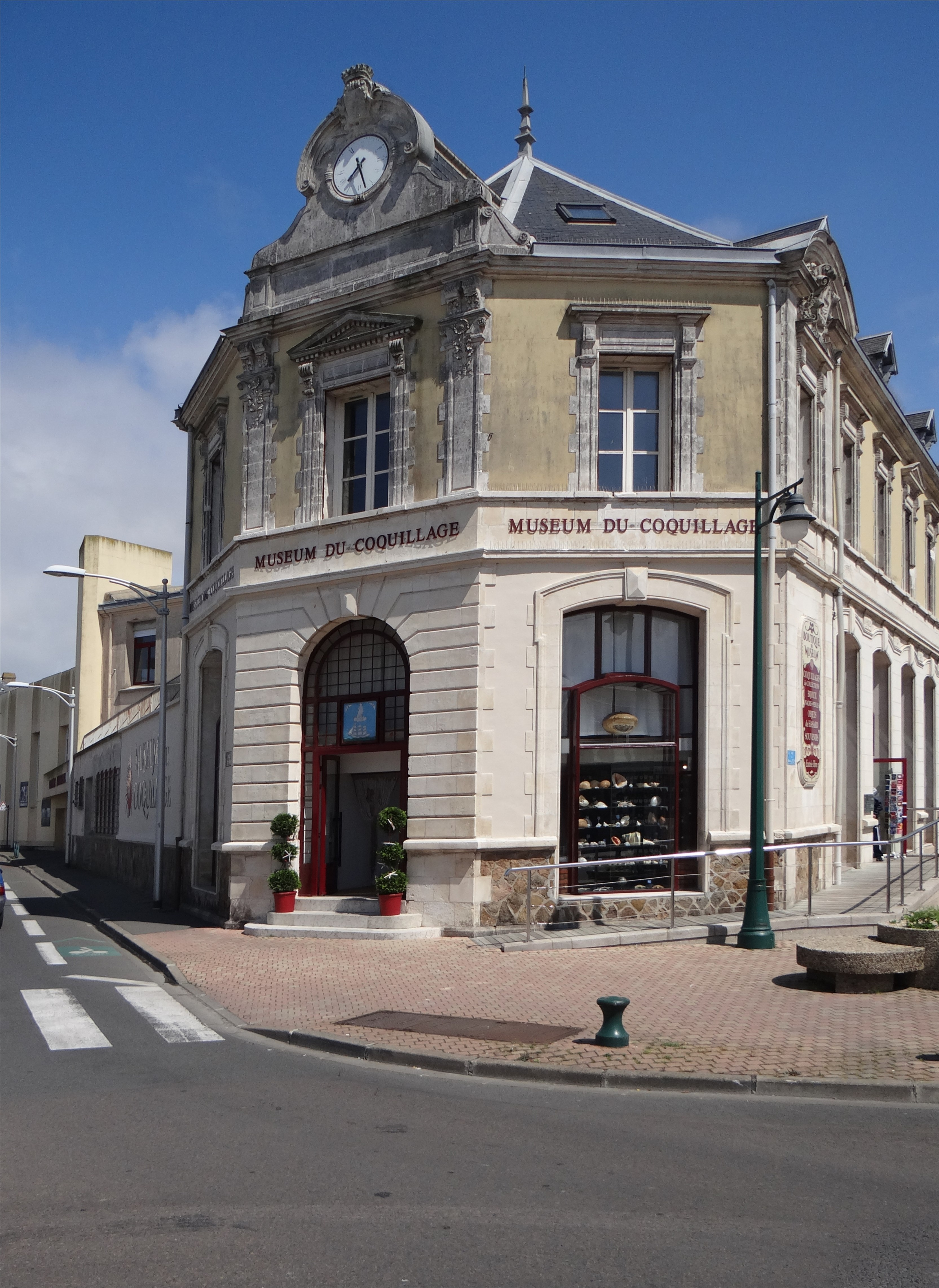
Le musée du Coquillage.

#### Environs des Sables
- Les marais salants de L'Île-d'Olonne.
- L'abbaye Saint-Jean d'Orbestier (construite au XIIe siècle), au sud-est des Sables-d'Olonne.
- L'église Notre-Dame d'Olonne-sur-Mer surmontée d'une flèche octogonale de 45 mètres.
- L'église Saint-Martin-de-Vertou à L'Île-d'Olonne, bâtie vers 1200 et découvrant du haut de son clocher un magnifique panorama.
- Le château de Pierre-Levée à Olonne-sur-Mer, bâti au XVIIIe siècle dans le style du Petit Trianon de Versailles.
- L'observatoire d'oiseaux de L'Île-d'Olonne.
- Le musée automobile de Vendée, au sud des Sables, route de Talmont-Saint-Hilaire.
- L'association du musée du Sable[50] (près de 15 000 échantillons de sables provenant de toute la planète).
- La roseraie de la Mérinière.
- La côte sauvage au nord et au sud de la baie des Sables, réputée des surfers pour ses plages et reef breaks.

## Loisirs

### Détente et sports
Les Sables-d'Olonne sont la seule station balnéaire française de la côte Atlantique à posséder deux casinos : « Les Pins », dans le quartier de la Rudelière, aménagé dans le style Louisiane ; il propose des soirées avec groupes musicaux et dispose d'un minigolf ; et « Les Atlantes », situé dans le Palais des Congrès, sur le Remblai.
- Le cinéma multiplexe Le Grand Palace (capacité totale de 800 places).
- Le stade de la Rudelière : football (TVEC Les Sables-d'Olonne), rugby à XV (Rugby Club Sablais Les Sables-d'Olonne), athlétisme et aux Sauniers le handball avec le club des Sables Étudiants Club Handball.
- Les Tennis du Casino des Sports, fondés dans les années 1930, furent un centre tennistique particulièrement dynamique pendant plusieurs décennies, recevant même pour leurs tournois d'été les meilleurs joueurs nationaux français. Le Tennis-Club Sablais, situé de l'autre côté du boulevard, à deux pas, fut créé au début des années 1970. Situé près du lac de Tanchet, mitoyen du parc boisé de la Rudelière, le club est ouvert à l'année et comporte 10 terres battues et 6 quicks (dont 2 couverts, un court en terre battue synthétique et 4 mini-tennis).
- La piscine d'eau de mer sur le Remblai, ouverte à l'année, agrémentée d'une salle balnéo, d'une salle jacuzzi et d'un hammam.
- Un boulodrome couvert.
- Hippodrome de la Malbrande à Talmont-Saint-Hilaire : courses hippiques de trot, de galop et de haies de juin à septembre (diurnes et nocturnes) organisée par la Société des courses des Sables-d'Olonne.
- Le golf des Olonnes à Olonne-sur-Mer, et le golf de Bourgenay à Talmont-Saint-Hilaire.
- L'aéroclub de la Vendée au Château d'Olonne : baptêmes de l'air.
- Le Poisson à Roulettes, café-concerts.
- Le Club hippique sablais à La Malbrande juste à côté de l'hippodrome sur la route de Talmont-Saint-Hilaire accueille petits et grands.
- L'association Les Tables d'Olonne : une association de jeux de société, qui accueille toute l'année les joueurs, débutants ou passionnés.
- Le Grand Prix des Sables-d’Olonne automobile, ayant fait partie de l'histoire de la ville entre 1951 et 1956.

### Le nautisme
- ARMADA, association des professionnels de Port olona, pôle nautique regroupant accastilleurs (AD, Big Ship, U Ship), mécaniciens, voiliers, distributeurs de marques vendéennes (Jeanneau, Beneteau), bateaux-écoles et loueurs de voiliers et de bateaux moteurs.
- L'institut Sport Océan.
- Sports nautiques sablais.
- Club de chars à voile des Olonnes.
- Club Canoë-Kayak Côte de Lumière (CKCL)
- La Golden Globe Race 2018 est une course nautique qui célèbre le 50e anniversaire de la Golden Globe Challenge.
- Le Vendée Globe est une course nautique autour du monde en solitaire, organisée tous les quatre ans, et qui met la ville en effervescence pendant plusieurs mois. Lauréat 2016-2017 : Armel Le Cléac'h, Dauphin : Alex Thomson, Troisième :  Jérémie Beyou.
- La Course Croisière EDHEC en 2005 et du 19 au 26 avril 2008 (40e édition). 1er évènement étudiant européen rassemblant plus de 6000 étudiants autour d'une semaine de régate, de raid sportif et d'animation sur un village.
- Course nautique de voiliers Mini 6.50, Classe Mini : «Les Sables-Les Açores (Horta)-Les Sables»
- Course nautique de voiliers de 40 pieds, Class40 : «Les Sables-Madère-Les Sables» en 2007 et «Les Sables-Horta-Les Sables» en 2009 et 2011.
- L'Amicale Plaisance de Port Olona, association qui regroupe les propriétaires de bateaux de plaisance et propose des programmes de navigation permettant à chacun d'élargir avec plus de sécurité son programme de navigation.
- La pratique du funboard, du surf et du kite-surf.

### Événements
- Le Vendée Globe
- La Saison Culturelle (octobre à mai) aux Atlantes et à l'Auditorium.
- Le festival Simenon : tous les printemps, au mois de juin, une association locale organise un festival centré sur l'œuvre de Georges Simenon. Films, pièces de théâtre, discussions au palais de justice, repas « bien arrosés » dans les rues et animations diverses.
- Le Festival de la nouvelle chanson française (début avril).
- Le festival du jeu des Sables d'Olonne (au mois d'avril depuis 2013) : une grande animation multi-jeux (jeux de société, jeux vidéo, jeux de rôles, jeux de figurines, etc.) au centre des congrès des Atlantes.
- Vague de Jazz est un festival de Jazz créé en 2002 par l'association du même nom située dans la ville de Longeville-sur-Mer ainsi qu'aux Sables-d'Olonne et La Tranche-sur-Mer.
- Art sur Mer : événement artistique sur la plage (réalisation de fresques par des peintres et graffeurs).
- Les Mots à la Bouche, apéritif-lecture.
- La fête des vieux métiers, à L'Île-d'Olonne, à la mi-juillet.
- Chant'Appart (février-mars). Association Chants-sons présidée par Christian Gervais.
- Le Souffleur d'Arundel, festival de la comédie amateur et professionnel (35 dates en été, depuis 2006).
- La Grande Bordée, organisée par la Commune Libre de la Chaume évoque la vie du port de pêche d'autrefois, un hommage est rendu aux péris en mer et une parade de bateaux a lieu dans le chenal.
- Le Premier Bain de l'Année, organisé par la marque 4-20-5 tous les 1er janvier aux Sables-d'Olonne, invite les plus courageux à se baigner dans l'océan pour fêter le nouvel an.

Depuis 1993, la ville est animée au printemps et en été par le festival « La Déferlante ». Diverses manifestations culturelles gratuites sont organisées par l'association éponyme dans neuf stations balnéaires de la région Pays de la Loire : Saint-Brevin-les-Pins, Pornic, Barbâtre, Notre-Dame-de-Monts, Saint-Jean-de-Monts, Saint-Hilaire-de-Riez, Saint-Gilles-Croix-de-Vie, Les Sables-d'Olonne et La Tranche-sur-Mer (du nord au sud).

## Jumelages
- Schwabach (Allemagne) depuis le 15 juin 1975
- Sliema (Malte) depuis le 2 septembre 2005
- Worthing (Royaume-Uni) depuis 1998 dans le cadre de la communauté de communes des Olonnes.